# حمید فلاح هروی
حمید فلاح هروی یکی از متهمان فساد مالی کلان در ایران است. از وی به عنوان یکی از همکاران اصلی بابک زنجانی نام برده می‌شود. او در گذشته از کارکنان یکی از نهادهای امنیتی بوده‌است.

## همکاری با بابک زنجانی
وی همان فردی است که در معامله مشهور بابک زنجانی با سعید مرتضوی از طرف زنجانی مبایعه‌نامه را امضا کرده‌است.  حمید فلاح هروی در جریان تلاش بابک زنجانی برای خرید بانک پارسیان نیز به عنوان امین اموال وی نقش ایفا کرده‌است. دستگیری فلاح هروی و انتقالش به زندان اوین پیش از دستگیری بابک زنجانی صورت گرفته‌است.
خبرگزاری بی‌بی‌سی در گزارشی، حمید فلاح هروی را از کارمندان سابق یک نهاد امنیتی و همچنین از مدیران سابق سازمان تأمین اجتماعی نیروهای مسلح (ساتا) و همچنین عضو هیئت مدیره شرکت سرمایه‌گذاری غدیر معرفی کرده‌است.

## مشارکت در کلاهبرداری یک و دو دهم میلیارد یورویی
خبرگزاری میزان و همچنین وب‌سایت‌های بازتاب و آینده‌نیوز، اتهامات مندرج در متن کیفرخواست وی را شامل: افساد فی الارض از طریق مشارکت در اخلال در سیستم اقتصادی کشور با علم به ضربه زدن به نظام جمهوری‌اسلامی، مشارکت عامدانه در ارتکاب جرایم مرتبط با جعل، مشارکت در کلاهبرداری یک و دو دهم میلیارد یورویی از شرکت HK، مشارکت در کلاهبرداری از تأمین اجتماعی و همچنین مشارکت در پولشویی برمی‌شمارند. خبرگزاری میزان، او را متولد ۱۳۴۰ خورشیدی، بازنشسته، دارای مدرک دکترا در رشته صنایع، متأهل، دارای سه فرزند با تابعیت ایران و بدون سابقه کیفری و ساکن تهران معرفی کرده‌است.

## صدور حکم اعدام فلاح هروی و سپس نقض این حکم در دیوان‌عالی
وی در جریان دادگاه بابک زنجانی به عنوان متهم ردیف سوم، محاکمه و از سوی شعبه ۱۵ دادگاه انقلاب به اعدام محکوم شد، اما سپس دیوان عالی کشور حکم اعدام وی را نقض کرد.

## جلب اعتماد مسئولان ارشد نظام به نفع بابک زنجانی
در ۲۴ مرداد ۱۳۹۶ خورشیدی و در جریان برگزاری دوازدهمین جلسه دادگاه رسیدگی به اتهامات همدستان بابک زنجانی، قاضی مقیسه خطاب به حمید فلاح هروی گفت:«شما کسی هستید که از سال ۱۳۸۸ دست زنجانی را گرفتید و از این نهاد به آن دستگاه و از این شخصیت به نزد آن شخصیت بردید. این موضوع ادامه داشت تا جایی که گفتید که الآن که کشور در تحریم است بهترین فرصت که بیاییم ده محموله نفتی را بفروشیم و پول آن را پس ندهیم. در آن زمان افراد دیگری بودند که می‌توانستند به کشور کمک کنند اما به خاطر نفوذ شما به بابک زنجانی اعتماد شد.»